# 新界區專線小巴107線
新界區專線小巴107線是由友文投資旗下三仁有限公司營辦的一條香港綠色專線小巴路線，往來寶林及灵实医院。

## 歷史
- 1997年6月6日：運輸署公開招標19組共27條專綫小巴新路線，此線與106線編為同一組。[1][2]
- 1999年：投入服務。
- 2009年：因應靈實醫院延長探病時間，尾班車由19:30延遲至20:30。[3]
- 2010年1月：靈實醫院方向的班次繞經唐明街。
- 2019年3月5日：因客量持續欠佳致嚴重虧蝕而臨時由人人好專綫小巴接辨。[4]
- 2019年7月4日：運輸署招標5組共12條專綫小巴路線的經營權，此路線與106線及一條來往寶林及將軍澳工業邨（駿昌街）的新專綫小巴路線編為同一組，獲重新招標。[5]
- 2020年3月29日：此路線由偉文發展旗下三仁有限公司接辦。[6][7]

## 服務時間及班次
| 靈實醫院開 | 靈實醫院開  | 靈實醫院開   |
| 日期       | 服務時間    | 班次（分鐘） |
| ---------- | ----------- | ------------ |
| 每日       | 06:20-17:00 | 20-25        |
| 每日       | 17:00-18:30 | 15-20        |
| 每日       | 18:30-20:30 | 20-25        |

### 特別班次
寶林→靈實醫院（不設回程）
- 每日：08:00

靈實醫院→寶林
- 每日：18:15

寶林站→靈實醫院（不設回程）
- 每晚：20:20

## 收費
- 全程收費：$8.0

## 行車路線
- 途經：欣景路、寶豐路、貿業路、運亨路、寶康路、唐明街、寶順路、靈康路、靈實路、靈康路、寶康路、運亨路、貿業路、貿泰路、寶豐路、欣景路及佳景路

| 寶林（新都城二期）開 | 寶林（新都城二期）開 | 寶林（新都城二期）開 |
| 序號                 | 車站名稱             | 位置                 |
| -------------------- | -------------------- | -------------------- |
| 1                    | 寶林（新都城二期）   | 寶林公共運輸交匯處   |
| 2                    | 寶琳站               | 貿業路               |
| 3                    | 將軍澳游泳池         | 運隆路               |
| 4                    | 香港單車館           | 寶康路               |
| 5                    | 唐明街公園           | 唐明街               |
| 6                    | 靈實醫院             | 靈實路               |
| 7                    | 叠翠軒               | 運亨路               |
| 8                    | 新都城中心一期       | 貿泰路               |
| 9                    | 茵怡花園             | 貿泰路               |
| 10                   | 寶林邨寶儉樓         | 寶豐路               |
| 11                   | 欣明苑               | 欣景路               |
| 12                   | 寶琳（新都城二期）   | 寶林公共運輸交匯處   |